# Masashi Eriguchi
Masashi Eriguchi (江里口匡史?, Eriguchi Masashi; Kikuchi, 17 dicembre 1988) è un velocista giapponese.

## Biografia
Nel luglio del 2011 partecipa ai campionati asiatici di Kōbe, dove coglie un argento nei 100 metri piani, battuto solamente dal cinese Su Bingtian, e guida la squadra giapponese all'oro nella staffetta 4×100 metri.
Pur non gareggiando nelle prove individuali dei mondiali di Taegu 2011 è selezionato per far parte della staffetta 4×100 metri, con Yuichi Kobayashi, Shinji Takahira e Hitoshi Saitō. Malgrado l'eliminazione alle batterie il quartetto nipponico centrerà un primato stagionale di 38"66, valido per l'accesso ai Giochi olimpici di Londra 2012.
L'agosto del 2012 rappresenta il Giappone ai Giochi olimpici di Londra 2012. Il 4 agosto è eliminato alle batterie dei 100 metri con una prestazione di 10"30, in una gara che vede la vittoria di un incontrastato Justin Gatlin (9"97). Il 10 agosto, nella staffetta 4×100 metri maschile, ottiene l'accesso in finale cogliendo un secondo posto in batteria, insieme ai compagni Ryōta Yamagata, Shinji Takahira e Shōta Iizuka. Il quartetto presentato dal Giappone alla finale del giorno dopo è invariato: qui i nipponici ottengono una quarta piazza in 38"35, dietro a Giamaica (36"84), Trinidad e Tobago (38"12) e Francia (38"16).

## Progressione

### 100 metri piani
| Stagione | Tempo | Luogo     | Data      | Rank. Mond. |
| -------- | ----- | --------- | --------- | ----------- |
| 2014     | 10"24 | Hiroshima | 29-4-2014 |             |
| 2013     | 10"29 | Bottrop   | 19-7-2013 |             |
| 2012     | 10"18 | Hiroshima | 29-4-2012 |             |
| 2011     | 10"14 | Yamaguchi | 8-10-2011 |             |
| 2010     | 10"16 | Marugame  | 5-6-2010  |             |
| 2009     | 10"07 | Hiroshima | 28-6-2009 |             |
| 2007     | 10"36 | Hong Kong | 8-7-2007  |             |
| 2006     | 10"37 | Kōbe      | 6-10-2006 |             |

### 200 metri piani
| Stagione | Tempo | Luogo      | Data      | Rank. Mond. |
| -------- | ----- | ---------- | --------- | ----------- |
| 2012     | 20"80 | Fukuroi    | 3-5-2012  |             |
| 2009     | 20"88 | Tokorozawa | 12-4-2009 |             |
| 2008     | 20"88 | Ōita       | 4-10-2008 |             |
| 2006     | 21"15 | Kumamoto   | 5-6-2006  |             |

## Palmarès
| Anno | Manifestazione             | Sede      | Evento      | Risultato        | Prestazione | Note                                     |
| ---- | -------------------------- | --------- | ----------- | ---------------- | ----------- | ---------------------------------------- |
| 2007 | Universiade                | Bangkok   | 100 m piani | Batteria         | dns         |                                          |
| 2007 | Universiade                | Bangkok   | 4×100 m     | Batteria         | 39"98       |                                          |
| 2009 | Universiade                | Belgrado  | 100 m piani | Bronzo           | 10"33       |                                          |
| 2009 | Universiade                | Belgrado  | 4×100 m     | Batteria         | dq          |                                          |
| 2009 | Mondiali                   | Berlino   | 100 m piani | Quarti di finale | 10"45       |                                          |
| 2009 | Mondiali                   | Berlino   | 4×100 m     | 4º               | 38"30       |                                          |
| 2009 | Campionati asiatici        | Guangzhou | 100 m piani | Batteria         | 10"82       |                                          |
| 2009 | Campionati asiatici        | Guangzhou | 4×100 m     | Oro              | 39"01       |                                          |
| 2010 | Mondiali indoor            | Doha      | 60 m piani  | Semifinale       | 6"77        |                                          |
| 2010 | Giochi asiatici            | Canton    | 100 m piani | Semifinale       | 10"56       |                                          |
| 2010 | Giochi asiatici            | Canton    | 4×100 m     | Batteria         | 47"14       |                                          |
| 2011 | Campionati asiatici        | Kōbe      | 100 m piani | Argento          | 10"28       |                                          |
| 2011 | Campionati asiatici        | Kōbe      | 4×100 m     | Oro              | 39"18       |                                          |
| 2011 | Mondiali                   | Taegu     | 4×100 m     | Batteria         | 38"66       | Miglior prestazione personale stagionale |
| 2012 | Giochi olimpici            | Londra    | 100 m piani | Batteria         | 10"30       |                                          |
| 2012 | Giochi olimpici            | Londra    | 4×100 m     | 4º               | 38"35       |                                          |
| 2014 | Campionati asiatici indoor | Hangzhou  | 60 m piani  | 4º               | 6"73        |                                          |
| 2014 | World Relays               | Nassau    | 4×200 m     | Batteria         | 1'23"87     |                                          |